# らじらー!
『らじらー!』は、NHKラジオ第1で放送されているラジオ番組である。土曜日放送の『らじらー! サタデー』と日曜日放送の『らじらー! サンデー』からなる。

## 概要
前番組『wktkラヂオ学園』をパワーアップさせ、新しい10代・20代向けのラジオ番組として、2015年4月4日放送開始。声優を起用したコーナーや、インターネット連動の小説を取り上げるなど、若年層の「生活形式や関心ごと」にスポットを当てる。番組タイトルの『らじらー!』とは「ラジオする人」を意味し、ラジオを聴くだけでなく、メールやTwitter・電話などを通して番組に参加することで「ラジオを楽しむ人」を増やしていくことを番組コンセプトとしている。
過去に放送した10代向け番組の『週刊情報サラダ』や『渋マガZ』などと同様に、現役学生のスタッフが番組制作補助に携わっている。
キャッチフレーズは「週末、ラジオで待ってるよ!」。
テーマ曲は、バンド「シクラメン」の音楽プロデューサーである電球が担当した。
『らじらー!サンデー』は、放送内容をテキストにまとめて「読むらじる」に記載して公式ブログを補完している。

## 来歴
2016年9月3日・4日の両日に、NHKネットラジオ らじる★らじるが札幌・広島・松山・福岡で配信を開始することに伴い、『北海道まるごとラジオ』・『ひろしま コイらじ』・『四国だ!ゴーゴー』・『はっけんラジオ』とコラボ企画を放送した。
2017年4月9日から2018年4月1日まで『らじらー!サンデー』は、20:05 - 20:55（『らじらー!サンデー第1部・パワーボイスA』）、21:05 - 23:00の2部構成で放送していたが、『パワーボイスA』が隔週火曜日20:05枠に移動するため、2018年4月8日から再び3時間の生放送に戻った。2019年春季改編に伴い、基幹局のニュース・気象情報が10分前倒しとなり、20:05 - 22:55となった。
2019年8月3日放送分で放送回数が200回を突破した。
2020年4月4日・5日放送分はCOVID-19予防のため、スタジオ内の入室は2名に制限し、机を2メートル離して、アクリルボードで仕切り、楽曲放送中にスタジオの出入口を解放し換気するなど感染対策して生放送したが緊急事態宣言が発表されたため、4月11日から6月14日放送分までは過去の放送を再編集した傑作選として放送し、6月20日・21日放送分より生放送を再開した。
2020年10月4日放送分をもって、放送開始から『らじらー! サンデー』のMCを務めてきたオリエンタルラジオの中田敦彦が海外へ移住するため卒業。スタジオからオリラジが、星野・大園はリモートで出演した。
2021年11月7日放送分から、新型コロナウィルス感染症拡大防止のための緊急事態宣言・まん延防止等重点措置が全面的に解除されたことを受け、乃木坂46のメンバーのスタジオ出演が再開され、2021年12月5日放送分からコロナ禍以前とほぼ同様の出演体制に戻ったが、再度東京都にまん延防止等重点措置がとられた2022年1月放送分はゲストMCが別スタジオからのリモート出演となり、2022年2月放送分では再び乃木坂46のメンバーはリモート出演であった。
2024年3月30日放送分をもって『らじらー!サタデー』は終了し、2012年から12年間続いたラジオ第1放送の土曜日夜間帯の若年層向け番組は姿を消す。後番組は、20時台に『梶裕貴のラジオ劇場』（金曜20時台から曜日移動の上、毎週放送に移行）、21時台に『古家正亨のPOP★A』（土曜日14・15時台から時間移動）、22時台は単発枠を編成する「ラジオスペシャル」をそれぞれ1時間ずつ割り当て生放送する。

## コーナー

### 土曜日『らじらー! サタデー』
八乙女光と伊野尾慧が担当する20時台はラジオセンターCR132スタジオから、浜中文一とLil かんさい・Aぇ! groupのメンバーが担当する21時台と、Travis Japan・HiHi Jets・美 少年が交代で担当する22時台はCR131スタジオから生放送する。

### 日曜日『らじらー! サンデー』
ラジオセンターCR131スタジオから生放送。
RAPで教えて!NOGIZAKACHAN
リスナーから送られた乃木坂46メンバーの情報を、藤森がRAPで紹介するコーナーである。原則として該当メンバーが番組初登場の時のみ行われる。
乃木坂メンバーに必殺技を授けよう
リスナーから送られた乃木坂46メンバーにぴったりの必殺技を紹介するコーナーである。「RAPで教えて!NOGIZAKACHAN」同様に該当メンバーが番組初登場時のみ行われる。
乃木坂ブロードウェイ
早川とゲストの乃木坂46メンバー・中田（中田卒業後はゲストMC）と藤森が、リスナーが送られた大まかな設定を元にアドリブで演技をするコーナーである。
DJみなみの、そんなバカな…。
星野担当時に実施していた。リスナーから送られた悩み相談のメールに星野がDJ風に回答し、乃木坂46の「そんなバカな…」の曲紹介をするコーナーであった。
緊急企画
ゲストの乃木坂46メンバーに関連したコーナー。主に21時台ラストで投稿を募集し、22時台初頭で募集締め切りと同時に行われる。最近ではメンバーの個人的クイズを出題することが多い。2019年9月22日放送分の遠藤さくらクイズで、答えが「水」であったことから、オリラジから「水クイズ」といじられた。
対決企画
早川とゲストの乃木坂46メンバーが、様々な事柄についてリスナーからの投稿に答え、どちらが勝者かをリスナーにホームページ上から投票してもらうコーナー。中田（中田卒業後はゲストMC）と藤森がセコンドとして付き、対決を盛り上げる。前々任の中元日芽香が担当した時期は、中田が中元に、藤森がゲストの乃木坂46メンバーに付くことが多かった。その後は藤森が事前に勝者を予想しセコンドに付く、いわば「勝ち馬に乗る」状態が続いていた。2020年からはメンバーが1時間毎の出演になっていた時期には行われてなかった。
みなみの、コラっ
星野担当時に実施していた。リスナーから送られた些細な悪事に対して、星野に叱咤されるコーナーであった。2020年10月以降はゲストMCの持ちネタも追加した。

### 土・日共通
リクエスト
リスナーから寄せられた聴いてほしい、リスナーの想い出に残る楽曲などのリクエスト。ジャンルは不問で大半は邦楽である。土曜日と日曜日共に、MCやゲストがジャニーズ事務所やRADIO FISH・乃木坂46のメンバーであるため、それらグループの曲が多い。
お便り
番組の感想・意見・その週の投稿テーマ・パーソナリティ・ゲストへのメッセージなど。日曜日では、乃木坂46のメンバーからメッセージが届くこともある。

## 出演者

### MC
日曜日
- 藤森慎吾（オリエンタルラジオ・RADIO FISH）[3]
- 川﨑桜（乃木坂46）（2023年10月1日 - 、奇数週担当）[9][10][11][12]
- 五百城茉央（乃木坂46）（2024年4月21日 - 、偶数週担当）[13][14]
- ゲストMC（2020年10月18日 - 、週替わり）[注 13][注 14][注 15]
  - KAƵMA（しずる・2020年10月25日、2021年1月10日、2月7日、3月7日、4月11日以降週替わり）[注 16]
  - 横澤夏子（2020年11月22日、11月29日、2021年1月24日、2月21日、3月21日、4月25日以降週替わり[注 17]）
  - 長谷川忍（シソンヌ、2021年1月31日、3月28日、9月19日以降週替わり[注 18]）
  - オズワルド（2023年12月10日、2024年4月14日以降週替わり[15]）
  - 庄司智春（品川庄司・2024年6月2日放送分[16]、2024年9月29日放送分[17]）
  - 斎藤司(トレンディエンジェル・2024年11月10日放送分[18])
  - 徳井健太(平成ノブシコブシ・2024年12月15日放送分[19])
  - 村上健志(フルーツポンチ・2025年1月12日放送分[20])

過去のMC
土曜日
- 加藤シゲアキ（NEWS）（21時 - 23時・2015年4月4日 - 2016年3月27日）
- ゴリ（ガレッジセール）（21時 - 23時・2015年4月4日 - 2016年3月27日）
- 安井謙太郎（当時：ジャニーズJr.）（21時 - 22時・2016年4月2日 - 2019年3月30日）
- 髙橋優斗（ジャニーズJr.）（21時 - 22時・2016年4月2日 - 2019年3月30日）
- 中島健人・菊池風磨・佐藤勝利・松島聡[注 19]・マリウス葉[注 20]（Sexy Zone）（22時 - 23時・2016年4月2日 - 2019年3月30日・2021年1月2日）
- SixTONES（22時 - 23時・2019年4月6日 - 2021年3月6日[注 21][21]）[注 22][注 23]
- Snow Man（22時 - 23時・2019年4月6日 - 2021年3月20日[注 21][21]）[注 24][注 25]
- なにわ男子（当時：関西ジャニーズJr.）（21時 - 22時・2019年4月6日 - 2021年10月30日）[注 26][注 27]
- Travis Japan （22時 - 23時・2019年4月6日 - 2022年3月19日[22][23]）
- 浜中文一（21時 - 22時・2019年4月6日 - 2023年12月23日）
- 増田英彦、岡田圭右（ますだおかだ）、濱口優、有野晋哉（よゐこ）（2023年12月2日 - 2024年3月30日、4名のうち1名が週替わりで出演）[24]
- 八乙女光[注 28]・伊野尾慧[注 29]（Hey! Say! JUMP）（20時 - 21時・2015年4月4日 - 2024年3月30日）[3][注 30]
- 関西ジャニーズJr.（21時 - 22時・2023年4月8日 - 2024年3月30日、週替わりで2 - 4名程度出演）[25][注 31]
- HiHi Jets[注 32]、美 少年（22時 - 23時・2021年4月3日 - 2024年3月30日）
- 7 MEN 侍（22時 - 23時・2022年4月2日 - 2024年3月30日）[注 33][3]

日曜日
- 澄川龍一（20時 - 21時・2015年4月5日 - 2017年4月2日） - 「歌う若手声優」を中心に若手声優を1人ずつ取り上げ、キャリアやキャラクターの魅力を声優自らが語る「声優アーツ」を担当[26]。
- 中元日芽香（当時：乃木坂46）（21時 - 23時・2015年4月5日 - 2017年11月19日[注 34]）[3][27][28]
- 秋元真夏（当時：乃木坂46）（21時 - 23時・2017年1月29日 - 2017年3月19日[注 35]）[29]
- SKE48（21時 - 23時・2015年4月12日 - 2018年3月25日、偶数週に1 - 4名程度で交代出演）[3]
- 井上小百合（当時：乃木坂46）（2017年12月3日 - 2018年4月1日、奇数週日曜担当 / 2018年4月8日 - 2019年2月10日、偶数週日曜担当）[28][30]
- 中田敦彦（オリエンタルラジオ・RADIO FISH）（2015年4月5日 - 2020年10月4日、2021年8月22日、2022年1月30日）[3][注 36]
- 大園桃子（当時：乃木坂46）（2019年4月14日 - 2021年8月22日、偶数週日曜担当）[31][注 37][注 38][注 39][注 40]
- 星野みなみ（当時：乃木坂46）（2018年4月15日 - 2022年1月30日、奇数週日曜担当）[注 41][注 39][注 42][注 43][32]
- 樋口日奈（当時：乃木坂46）（2022年7月17日 - 2022年9月18日、奇数週日曜担当）[注 44]
- 早川聖来（当時：乃木坂46）（2021年9月26日 - 2022年1月23日、偶数週日曜担当 / 2022年2月5日 - 2022年6月19日、毎週日曜担当 / 2022年10月9日 - 2023年8月20日、奇数週日曜担当）[33][注 39][注 45]
- 吉村崇（平成ノブシコブシ）（2020年11月8日、11月15日、12月27日、2021年2月14日、4月18日 - 2024年3月17日までゲストMC）[注 46]
- 佐藤璃果（乃木坂46）（2022年7月24日 - 2024年3月24日、偶数週日曜担当）[34]
- 斉藤慎二（ジャングルポケット・2020年12月20日、2021年3月14日、4月4日以降週替わり）[注 47]

#### MCの変遷表
| 期間                          | 全時間帯                                                      | 20時台                                 | 21時台                                      | 22時台                                      |
| ----------------------------- | ------------------------------------------------------------- | -------------------------------------- | ------------------------------------------- | ------------------------------------------- |
| 2015年4月4日 - 2016年3月27日  | 不在                                                          | 八乙女光・ 伊野尾慧 （Hey! Say! JUMP） | 加藤シゲアキ（NEWS） ゴリ（ガレッジセール） | 加藤シゲアキ（NEWS） ゴリ（ガレッジセール） |
| 2016年4月2日 - 2019年3月30日  | 不在                                                          | 八乙女光・ 伊野尾慧 （Hey! Say! JUMP） | 安井謙太郎 髙橋優斗                         | Sexy Zone                                   |
| 2019年4月6日 - 2020年3月28日  | 不在                                                          | 八乙女光・ 伊野尾慧 （Hey! Say! JUMP） | 浜中文一 なにわ男子                         | SixTONES Snow Man Travis Japan              |
| 2020年4月4日 - 2021年3月27日  | 不在                                                          | 八乙女光・ 伊野尾慧 （Hey! Say! JUMP） | 浜中文一 なにわ男子 Lil かんさい Aぇ! group | SixTONES Snow Man Travis Japan              |
| 2021年4月3日 - 10月30日       | 不在                                                          | 八乙女光・ 伊野尾慧 （Hey! Say! JUMP） | 浜中文一 なにわ男子 Lil かんさい Aぇ! group | Travis Japan HiHi Jets 美 少年              |
| 2021年11月6日 - 2022年1月29日 | 不在                                                          | 八乙女光・ 伊野尾慧 （Hey! Say! JUMP） | 浜中文一 Lil かんさい Aぇ! group            | Travis Japan HiHi Jets 美 少年              |
| 2022年2月5日 - 3月26日        | 不在                                                          | 伊野尾慧 （Hey! Say! JUMP）            | 浜中文一 Lil かんさい Aぇ! group            | Travis Japan HiHi Jets 美 少年              |
| 2022年4月2日 - 11月19日       | 不在                                                          | 伊野尾慧 （Hey! Say! JUMP）            | 浜中文一 Lil かんさい Aぇ! group            | HiHi Jets 美 少年 7 MEN 侍                  |
| 2022年11月26日 - 2023年4月1日 | 不在                                                          | 八乙女光・ 伊野尾慧 （Hey! Say! JUMP） | 浜中文一 Lil かんさい Aぇ! group            | HiHi Jets 美 少年 7 MEN 侍                  |
| 2023年4月8日 - 11月25日       | 不在                                                          | 八乙女光・ 伊野尾慧 （Hey! Say! JUMP） | 浜中文一 関西ジャニーズJr.                  | HiHi Jets 美 少年 7 MEN 侍                  |
| 2023年12月2日 - 23日          | 濱口優 有野晋哉 （よゐこ） 増田英彦 岡田圭右 （ますだおかだ） | 八乙女光・ 伊野尾慧 （Hey! Say! JUMP） | 浜中文一 関西ジャニーズJr.                  | HiHi Jets 美 少年 7 MEN 侍                  |
| 2024年1月13日 - 3月30日       | 濱口優 有野晋哉 （よゐこ） 増田英彦 岡田圭右 （ますだおかだ） | 八乙女光・ 伊野尾慧 （Hey! Say! JUMP） | 関西ジャニーズJr.                           | HiHi Jets 美 少年 7 MEN 侍                  |

| MC・サブMC                   | MC・サブMC                                                                | アシスタントMC                | アシスタントMC                | アシスタントMC                | アシスタントMC                |
| 期間                         |                                                                           | 期間                          | 奇数週担当 （第1・3・5週）    | 期間                          | 偶数週担当 （第2・4週）       |
| ---------------------------- | ------------------------------------------------------------------------- | ----------------------------- | ----------------------------- | ----------------------------- | ----------------------------- |
| 2015年4月5日 - 2017年4月2日  | MC 中田敦彦・藤森慎吾 （オリエンタルラジオ・ RADIO FISH） サブMC 澄川龍一 | 2015年4月5日 - 2017年1月22日  | 中元日芽香 （当時：乃木坂46） | 2015年4月12日 - 2018年3月25日 | SKE48                         |
| 2015年4月5日 - 2017年4月2日  | MC 中田敦彦・藤森慎吾 （オリエンタルラジオ・ RADIO FISH） サブMC 澄川龍一 | 2017年1月29日 - 3月19日       | 秋元真夏 （当時：乃木坂46）   | 2015年4月12日 - 2018年3月25日 | SKE48                         |
| 2015年4月5日 - 2017年4月2日  | MC 中田敦彦・藤森慎吾 （オリエンタルラジオ・ RADIO FISH） サブMC 澄川龍一 | 2017年4月2日 - 11月19日       | 中元日芽香 （当時：乃木坂46） | 2015年4月12日 - 2018年3月25日 | SKE48                         |
| 2017年4月9日 - 2020年10月4日 | MC 中田敦彦・藤森慎吾 （オリエンタルラジオ・ RADIO FISH）                 | 2017年4月2日 - 11月19日       | 中元日芽香 （当時：乃木坂46） | 2015年4月12日 - 2018年3月25日 | SKE48                         |
| 2017年4月9日 - 2020年10月4日 | MC 中田敦彦・藤森慎吾 （オリエンタルラジオ・ RADIO FISH）                 | 2017年12月3日 - 2018年4月1日  | 井上小百合 （当時：乃木坂46） | 2015年4月12日 - 2018年3月25日 | SKE48                         |
| 2017年4月9日 - 2020年10月4日 | MC 中田敦彦・藤森慎吾 （オリエンタルラジオ・ RADIO FISH）                 | 2018年4月15日 - 2021年9月19日 | 星野みなみ （当時：乃木坂46） | 2018年4月8日 - 2019年2月10日  | 井上小百合 （当時：乃木坂46） |
| 2017年4月9日 - 2020年10月4日 | MC 中田敦彦・藤森慎吾 （オリエンタルラジオ・ RADIO FISH）                 | 2018年4月15日 - 2021年9月19日 | 星野みなみ （当時：乃木坂46） | 2019年3月10日 - 24日          | 星野みなみ （当時：乃木坂46） |
| 2017年4月9日 - 2020年10月4日 | MC 中田敦彦・藤森慎吾 （オリエンタルラジオ・ RADIO FISH）                 | 2018年4月15日 - 2021年9月19日 | 星野みなみ （当時：乃木坂46） | 2019年4月14日 - 2021年8月22日 | 大園桃子 （当時：乃木坂46）   |
| 2020年10月11日 -             | MC 藤森慎吾 （オリエンタルラジオ・ RADIO FISH） ゲストMC                  | 2018年4月15日 - 2021年9月19日 | 星野みなみ （当時：乃木坂46） | 2019年4月14日 - 2021年8月22日 | 大園桃子 （当時：乃木坂46）   |
| 2020年10月11日 -             | MC 藤森慎吾 （オリエンタルラジオ・ RADIO FISH） ゲストMC                  | 2021年10月3日 - 17日          | 不在                          | 2021年9月26日 - 2022年6月12日 | 早川聖来 （当時：乃木坂46）   |
| 2020年10月11日 -             | MC 藤森慎吾 （オリエンタルラジオ・ RADIO FISH） ゲストMC                  | 2021年11月7日 - 2022年1月30日 | 星野みなみ （当時：乃木坂46） | 2021年9月26日 - 2022年6月12日 | 早川聖来 （当時：乃木坂46）   |
| 2020年10月11日 -             | MC 藤森慎吾 （オリエンタルラジオ・ RADIO FISH） ゲストMC                  | 2022年2月6日 - 6月19日        | 早川聖来 （当時：乃木坂46）   | 2021年9月26日 - 2022年6月12日 | 早川聖来 （当時：乃木坂46）   |
| 2020年10月11日 -             | MC 藤森慎吾 （オリエンタルラジオ・ RADIO FISH） ゲストMC                  | 2022年7月17日 - 9月18日       | 樋口日奈 （当時：乃木坂46）   | 2022年7月24日 - 2024年3月24日 | 佐藤璃果 （乃木坂46）         |
| 2020年10月11日 -             | MC 藤森慎吾 （オリエンタルラジオ・ RADIO FISH） ゲストMC                  | 2022年10月2日 - 2023年8月20日 | 早川聖来 （当時：乃木坂46）   | 2022年7月24日 - 2024年3月24日 | 佐藤璃果 （乃木坂46）         |
| 2020年10月11日 -             | MC 藤森慎吾 （オリエンタルラジオ・ RADIO FISH） ゲストMC                  | 2023年10月1日 -               | 川﨑桜 （乃木坂46）           | 2022年7月24日 - 2024年3月24日 | 佐藤璃果 （乃木坂46）         |
| 2020年10月11日 -             | MC 藤森慎吾 （オリエンタルラジオ・ RADIO FISH） ゲストMC                  | 2023年10月1日 -               | 川﨑桜 （乃木坂46）           | 2024年5月12日 -               | 五百城茉央 （乃木坂46）       |

## 放送時間
- 日曜日 20:05 - 22:55

（中断：20:55 - 21:05頃=全国の気象情報・道路交通情報、9時のNHKニュース、21:55 - 22:05頃=基幹局のニュース・気象情報・交通情報、10時のNHKニュースを挿入）
- 過去の放送時間
  - 土曜日・日曜日 20:05 - 23:00（2015年4月4日 - 2019年3月31日）
  - 土曜日 20:05 - 22:55（2019年4月6日 - 2024年3月30日）

| 期間       | 期間       | 放送時間               |
| ---------- | ---------- | ---------------------- |
| 2015.04.04 | 2019.03.31 | 20:05 - 23:00（150分） |
| 2019.04.06 | 現在       | 20:05 - 22:55（150分） |

時間帯別
| 期間       | 期間       | 20時台                | 21時台                | 22時台                |
| ---------- | ---------- | --------------------- | --------------------- | --------------------- |
| 2015.04.04 | 2019.03.31 | 20:05 - 20:55（50分） | 21:05 - 21:55（50分） | 22:10 - 23:00（50分） |
| 2019.04.06 | 現在       | 20:05 - 20:55（50分） | 21:05 - 21:55（50分） | 22:05 - 22:55（50分） |

## 公開生放送・収録
- 2015年6月7日：NHK東日本大震災プロジェクト関連の公開生放送「らじらー!サンデーin福島」（20:05 - 23:00）
- 2016年10月10日：ラジオセンター505スタジオ「Nスポ!2016」の公開生放送「らじらー!in Nスポ!」（11:05 - 11:50）[35]
- 2017年
  - 2月12日：さっぽろ雪まつり関連の公開生放送「らじらー!サンデーinさっぽろ雪まつり」（20:05 - 23:00）
  - 10月28日：ふれあいホール（放送センター200スタジオ）「Nスポ!2017」の公開生放送「らじらー!in Nスポ!」（14:05 - 15:55）[注 49]
- 2018年
  - 3月4日：NHK東日本大震災プロジェクト関連兼仙台局新局舎杮落としの公開生放送「らじらー!サンデーin仙台」（21:05 - 23:00）
  - 4月28日：NHK東日本大震災プロジェクト関連兼仙台局開局90周年記念の公開生放送「らじらー!サタデーin仙台」（20:05 - 23:00）
  - 10月14日：金沢局新局舎杮落としの公開生放送「らじらー!サンデーin金沢」（20:05 - 23:00）
  - 11月10日：静岡局秋季局舎開放の公開生放送「らじらー!サタデーin静岡」（20:05 - 23:00）
- 2019年8月24日：中部ブロック合同企画[注 50]兼「Nスポ!2019 -NAGOYA-」の公開生放送「らじらー!サタデーin名古屋」（20:05 - 22:55）
- 2020年8月15日：終戦75年・#あちこちのすずさんプロジェクト2020関連の収録放送「らじらー!サタデーin広島」（20:05 - 22:55[注 51]）
- 2021年12月19日：咲かせよう千葉2021関連の公開生放送「らじらー!サンデーin千葉」（20:05 - 22:55[注 52]）
- 2023年7月9日：盛岡市民文化ホール 小ホールでの公開収録[注 53]（2023年6月27日）「らじらー!サンデーin盛岡」（20:05 - 22:55）

## 派生番組
- 『15時間オリエンタルラジソン』（ラジオ第1・2017年12月29日、8:05 - 23:00）
- 『オリエンタルラジオのNHK15時間ラジオ』（ラジオ第1・2018年12月29日、8:05 - 23:00）
- 『今日は一日“乃木坂46”三昧』（NHK-FM・2021年1月11日、12:15 - 21:15）
- 『乃木坂46の“23:00、何してる?”』（NHK-FM・2021年12月27日 - 30日&2022年1月1日 - 3日、23:00 - 23:05）
- 『今日は一日“乃木坂46”三昧 〜第二章〜』（NHK-FM・2022年2月11日、12:15 - 18:50・21:30 - 翌12日0:00）

### ご当地版
- 放課後ラジオこまち（ラジオ第1） - 毎月最終金曜 17:05 - 17:55に放送されている秋田ローカルの若者向け番組。俗称として「秋田版らじらー!」として位置づけられている。出演は倉沢宏希アナウンサー、浅田春奈アナウンサー、ねじ。
- 六本松サテライト（NHK-FM） - 毎週金曜 23:00 - 23:50に放送されている九州・沖縄ブロックの若者向け番組。俗称として「九州・沖縄版らじらー!」として位置づけられている。出演は栗田善太郎、松隈ケンタ（第1週 - 第3週[注 54]）、パラシュート部隊（最終週・2021年度以降）。過去の出演者は九星隊（最終週・2020年度）。2018年4月から2020年3月までは毎月最終金曜にがめにラジオとして放送していた。がめにラジオの出演は九星隊（2019年度MC）、C&K（2018年度MC）。
- かんさい子どもおうえん!ラジオ〜休み明け、つらいみんなへ〜（ラジオ第1）- 不定期に一度放送されている関西ブロックの若者向け番組。俗称として「関西版らじらー!」として位置づけられている。
- 放課後なまらじお（ラジオ第1）- 不定期に一度放送されている北海道ブロックの若者向け番組。俗称として「北海道版らじらー!」として位置づけられている。出演は鈴木遥アナウンサー、遠山大輔（グランジ）。
- Uta-Tubeラジオ（ラジオ第1） - 不定期に一度放送それている中部ブロック向けの若者向け番組。俗称として「中部版らじらー!」として位置づけられている。